# Bernhard Tollens

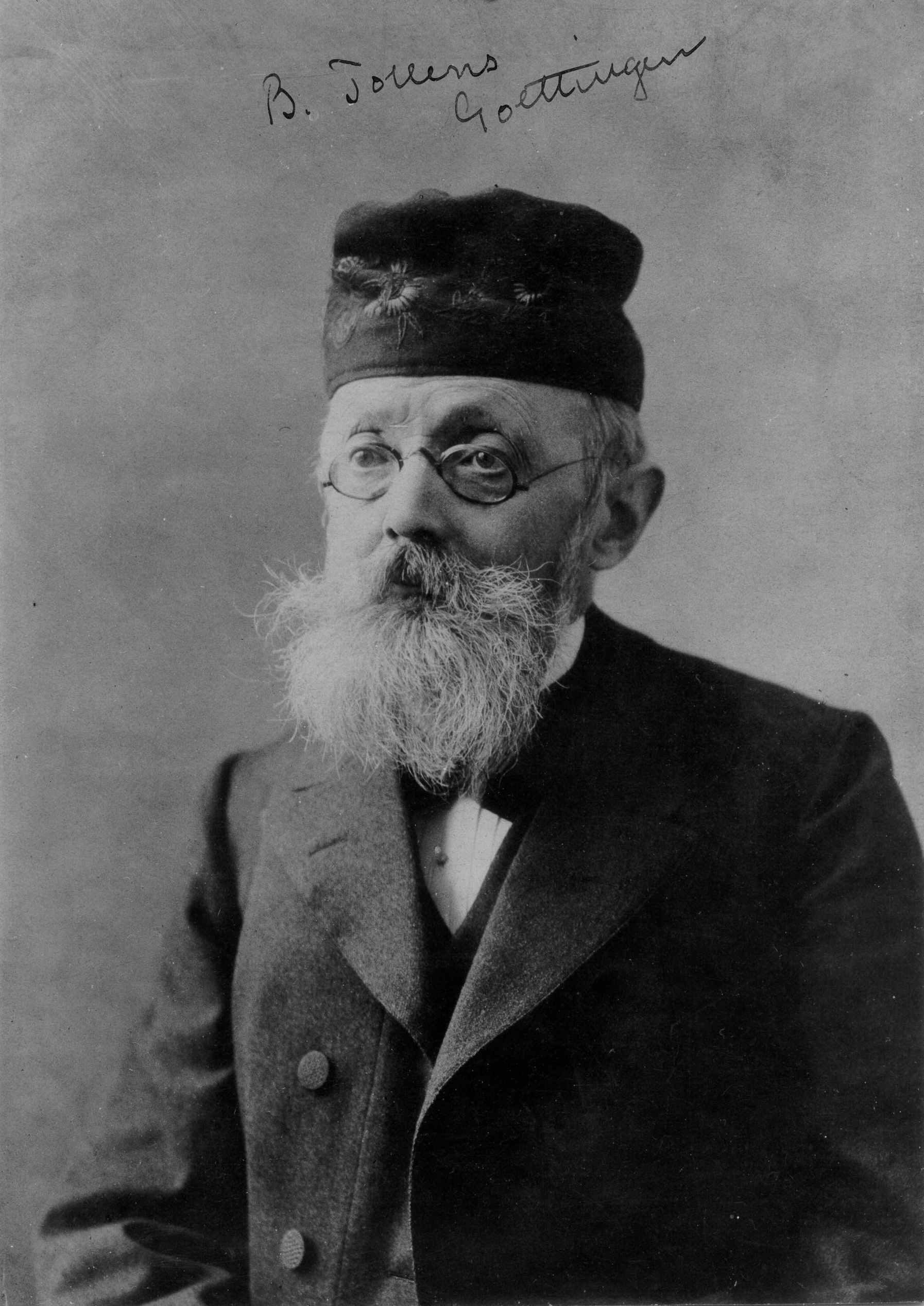
Bernhard Tollens

Bernhard Christian Gottfried Tollens (* 30. Juli 1841 in Hamburg; † 31. Januar 1918 in Göttingen) war ein deutscher Agrikulturchemiker, der sich insbesondere mit der Chemie und Struktur der Zuckermoleküle beschäftigte.

## Lebensweg
Bernhard Tollens, Sohn eines Kaufmanns, studierte seit 1861 Chemie an der Universität Göttingen, promovierte dort 1864 und war anschließend zunächst als Apotheker, dann als Chemiker in Nürnberg, Bonn, Heidelberg und Paris tätig. Im Jahre 1870 kehrte er nach Göttingen zurück und erhielt eine Anstellung als Assistent in dem von Friedrich Wöhler geleiteten chemischen Universitätslaboratorium. Im gleichen Jahr habilitierte er sich in Göttingen mit „Untersuchungen über die Allyl-Gruppe“ 1873 wurde Tollens zum außerordentlichen Professor ernannt und ihm die Direktion des Agrikulturchemischen Laboratoriums der Universität Göttingen übertragen. Hier wirkte er bis zum Jahre 1911. Ab 1884 war er Assessor in der Göttinger Akademie der Wissenschaften.

## Forschungsleistungen
Die wissenschaftliche Leitidee von Tollens war es, grundlegende Zusammenhänge zwischen Landwirtschaft und Chemie aufzudecken. Als Forschungsgebiet wählte er die Kohlenhydrate. Er entwickelte eine besondere Form der Ringformeln für Zucker, die er aus der Fischer-Projektion ableitete und die als Tollens-Formeln bezeichnet werden. In den Lehrbüchern der organischen Chemie wurden diese Tollens-Formeln aber später meistens durch die Ringformeln nach Walter Norman Haworth ersetzt. Das nach ihm benannte Tollens-Reagenz (alkalische Silbernitratlösung und Ammoniak) dient zum Nachweis von Zuckern. Siehe: Tollensprobe! Ein weiteres Tollens-Reagenz dient dem Nachweis von Pentosen. Es enthält Phloroglucin und Salzsäure und erzeugt einen violetten Niederschlag. Mit dem von Tollens entwickelten Naphthoresorcin-Reagenz lassen sich Glucuronate im Urin nachweisen.
Unter der Leitung von Tollens besaß das Agrikulturchemische Laboratorium der Universität Göttingen internationales Ansehen. Vor allem Studenten aus den Vereinigten Staaten von Nordamerika ließen sich hier zu Agrikulturchemikern ausbilden und absolvierten oft noch ein vollständiges Landwirtschaftsstudium. Einer von ihnen war der später als Agrikulturhistoriker bekannte Charles Albert Browne. Zu den deutschen Tollens-Schülern gehört der Agrikulturchemiker Theodor Pfeiffer.
Tollens ist Autor eines erfolgreichen Buches über die Durchführung einfacher Versuche in agrikulturchemischen Laboratorien. Außerdem schrieb er ein mehrfach aufgelegtes Handbuch über Kohlenhydrate. Trotz seines speziellen Forschungsschwerpunktes auf dem Gebiet der Zuckerchemie hat Tollens nie die Nutzanwendung seiner Forschungsergebnisse für die landwirtschaftliche Praxis aus den Augen verloren. Er hielt zahlreiche Vorträge in landwirtschaftlichen Vereinen. Der Zeit weit voraus war er mit seiner 1887 erstmals ausgesprochenen Empfehlung an die Zuckerfabrikanten, die Bezahlung der von den Landwirten angelieferten Rüben nicht nach dem Gewicht, sondern nach dem Zuckergehalt vorzunehmen.

## Schriften
- Paul Ehrenberg, Bernhard Baule (Herausgeber): Einfache Versuche für den Unterricht in der Chemie. Für agrikultur-chemische Laboratorien zusammengestellt. Berlin 1878, 2. Aufl. 1894, 3. Aufl. 1905, 4., umgearb. u. verm. Aufl., ebd. 1920, 5. Aufl., ebd. 1927.
- Kurzes Handbuch der Kohlenhydrate. Breslau 1888; 2. Aufl., ebd. 1895, 3. Aufl., Leipzig 1914, 4., neubearb. Aufl. von Horst Elsner, ebd. 1935.